# 胎児トリメタジオン症候群

原因となるトリメタジオン

胎児トリメタジオン症候群(Fetal trimethadione syndrome)は、妊娠期間中にてんかん持ちの母親に抗てんかん薬としてトリメタジオンまたはパラメタジオンを投与することによって起こる先天異常である。
アメリカ国立衛生研究所の希少疾患対策室により希少疾患に分類されており、これはアメリカ合衆国内の患者が20万人以下であることを意味する。
トリメタジオンを使用した場合の流産率は、87%に上ると報告されている。

## 症状
胎児トリメタジオン症候群は、トリメタジオンの奇形性が原因の以下のような主要な症状により特徴づけられる。
- 小頭症、顔面中央の平坦化、V型の眉毛、低い鼻等の、頭蓋及び顔面の異形
- 循環器疾患
- 腎臓及び尿管の欠損
- 二分脊椎症：脊椎の先天異常
- 臍帯ヘルニア：臍帯の先天異常
- 精神遅滞及び発達遅滞